# Mobile Suit Gundam SEED
Mobile Suit Gundam SEED (機動戦士ガンダム SEED?, Kidō senshi Gandamu Shīdo, lett. "Guerriero Mobile Gundam SEED"), spesso abbreviato in Gundam SEED, è una serie televisiva anime giapponese appartiene alla metaserie di Gundam. Diretta da Mitsuo Fukuda (Future GPX Cyber Formula e Gear Fighter Dendoh), la serie è ambientata in un universo alternativo a quello della serie originale, detto Era Cosmica (Cosmic Era). La serie è composta da 50 episodi trasmessi in Giappone dal 5 ottobre 2002 al 27 settembre 2003.
In questa serie il nome "Gundam" viene giustificato come acronimo del sistema operativo dell'armatura mobile: General Unilateral Neuro-link Dispersive Automatic Maneuver Mobil Operating System (Sistema Operativo Mobile di Manovre Automatiche Dispersive a Rete Neuronale Unilaterale Generale) come si legge sul monitor dello Strike Gundam nella seconda puntata della serie.

## Trama
La serie inizia mentre è in corso la Bloody Valentine War tra la Terra e le sue colonie, simile alla Guerra di un anno della serie originale Gundam, con elementi ripresi da Gundam Wing e da After War Gundam X. Una delle fazioni è l'Alleanza Terrestre, mentre l'opposizione è costituita dalle colonie spaziali che formano ZAFT (Zodiac Alliance of Freedom Treaty - Alleanza Zodiaco del Trattato di Libertà). Il genere umano si è evoluto in una nuova forma grazie all'ingegneria genetica, con gli esseri umani che sono detti "Naturali", mentre quelli geneticamente migliorati sono detti "Coordinatori". Come nella serie originale ZAFT è la prima a sviluppare un progetto di armatura mobile, mentre l'Alleanza Terrestre recupera rapidamente il terreno perduto con cinque prototipi di Gundam. Il giovane studente Kira Yamato rimane coinvolto mentre ZAFT trafuga quattro dei cinque prototipi ed è forzato a salire a bordo del quinto prototipo, lo Strike Gundam per combattere contro il suo vecchio amico Athrun Zala (facente parte della strike force incaricata di rubare i prototipi). Comunque con il progredire della storia la trama prende un percorso diverso da quello della serie originale.
Un altro elemento ripreso dalla più popolare delle serie recenti di Gundam (Gundam Wing del 1995) è stata la presenza di cinque Gundam codificati da colori pilotati da bishōnen afflitti da angosce esistenziali. Questo ha reso la serie abbastanza attraente anche per un pubblico femminile, sebbene la narrativa slash non ufficiale sia maggiormente concentrata sui personaggi appartenenti a ZAFT, piuttosto che ai membri dell'equipaggio dell'Archangel. Un'altra caratteristica di questa serie è di essere molto focalizzata sullo sviluppo dei personaggi, e ci sono molti episodi in cui non avviene alcun combattimento.

## Sviluppo
Mobile Suit Gundam SEED è stato diretto da Mitsuo Fukuda, che ha lavorato sulle storie scritte da otto autori: Chiaki Morosawa, Hiroyuki Yoshino, Akemi Omode, Hiroshi Onogi, Kyoko Kogure, Akinori Endo, Shigeru Morita e Yuichi Nomura. I personaggi sono stati disegnati da Hisashi Hirai, mentre i progetti meccanici sono stati realizzati da Kunio Okawara e Kimitoshi Yamane. Le musiche sono di Toshihiko Sahashi. 
Mentre Fukuda stava lavorando alla serie si sono verificati gli attentati dell'11 settembre. Ciò lo ha portato a fare  ricerche sul problema dell'odio che si trasmette nel tempo e del fatto che in una guerra c'è giustizia da entrambe le parti ed è impossibile fare distinzioni nette fra giusto e sbagliato. Proprio perché è una storia di guerra, è raccontata da entrambe le prospettive, anche se il punto di vista iniziale è quello di Kira.

## Serie collegate

### Mobile Suit Gundam SEED: Special Edition
Si tratta di una serie di tre special di 96 minuti che riassume le puntate della serie televisiva, presentando alcune scene inedite e con alcune lievi modifiche a quelle già trasmesse.
Il primo speciale, Kokū no senjō, è stato trasmesso in due parti sulla TV giapponese il 22 marzo ed il 23 marzo 2004, mentre il secondo, Harukanaru akatsuki, è andato in onda sempre in due parti il 27 ed il 28 luglio. L'ultimo speciale, Meidō no sora, è stato invece pubblicato direttamente su DVD il 22 ottobre 2004.

### Mobile Suit Gundam SEED Astray
Durante lo svolgimento della serie è stato pubblicato un manga intitolato Mobile Suit Gundam SEED Astray, che racconta una storia parallela a quella dell'anime. Ha riscosso abbastanza successo, tanto da generare due ulteriori storie collaterali Mobile Suit Gundam SEED Astray R e Mobile Suit Gundam SEED X Astray.

### Mobile Suit Gundam SEED Destiny
Nel 2004 è stato realizzato il seguito Mobile Suit Gundam SEED Destiny, serie televisiva in 50 episodi.

## Cast & Crew

### Cast giapponese
- Aisha - Vivian Hsu
- Andrew Waldfeld - Okiayu Ryoutarou
- Arnold Neumann - Isshin Chiba
- Athrun Zala - Akira Ishida
- Cagalli Yula Athha - Naomi Shindō
- Clotho Buer - Hiro Yuuki
- Dalida Lohala Chandra II - Katsumi Tomiuri
- Dearka Elsman - Akira Sasanuma
- Flay Allster - Houko Kuwashima
- Kojiro Murdock - Toshihiko Nakajima
- Kuzzey Buskirk - Takato Yasuhiro
- Kira Yamato - Sōichirō Hoshi
- Lacus Clyne - Rie Tanaka
- Ledonir Kisaka - Chiba Isshin
- Miguel Aiman - Takanori Nishikawa (T.M. Revolution)
- Miriallia Haww - Megumi Toyoguchi
- Murrue Ramius - Kotono Mitsuishi
- Muruta Azrael - Nobuyuki Hiyama
- Mwu la Fllaga - Koyasu Takehito
- Natarle Badgiruel - Kuwashima Houko
- Nicol Amalfi - Matsui Mami
- Orga Sabnak - Ryohei Odai
- Patrick Zala - Kinryuu Arimoto
- Rau Le Crueset - Seki Toshihiko
- Ssigh Argyle - Tetsu Shiratori
- Shani Andras - Shunichi Miyamoto
- Uzumi Nara Athha - Toru Ohkawa
- Yzak Jule - Tomokazu Seki

### Staff
- Regista - Mitsuo Fukuda
- Sceneggiatore - Chiaki Morosawa
- Character Design - Hisashi Hirai
- Mecha Designer - Kunio Okawara & Kimitoshi Yamane
- Musiche - Toshihiko Sahashi

## Musiche
La musica della serie è stata composta da Toshihiko Sahashi, i CD sono stati pubblicati da Victor Entertainment. Fra gli artisti importanti che hanno cantato i brani di apertura e di chiusura vi sono Nami Tamaki, all'epoca quattordicenne, e T.M. Revolution, che ha anche fornito la voce al personaggio di Miguel Aiman con il vero nome dell'artista, Takanori Nishikawa.

### Sigle iniziali
- Invoke di T.M. Revolution (ep. 1-13)
- Moment di Vivian or Kazuma (ep. 14-26)
- Believe di Nami Tamaki (ep. 27-40)
- Realize di Nami Tamaki (ep. 41-50)

### Sigle finali
- Anna ni Issho datta no ni di See-Saw (ep. 1-26)
- River di Tatsuya Ishii (ep. 27-39)
- Find The Way di Mika Nakashima (ep. 40-50)

### Altre musiche
- Akatsuki No Kuruma di FictionJunction YUUKA
- METEOR di T.M. Revolution
- Mizu no Akashi di Rie Tanaka
- Shizuka na Yoru ni di Rie Tanaka

### Show su ghiaccio
Nel 2023 Takanori Nishikawa si è esibito all'interno dello show su ghiaccio Fantasy on Ice proponendo i brani Freedom, interpretato in pista da un gruppo di pattinatori, Beyond the Time, interpretato da Keiji Tanaka e Meteor, interpretato dal due volte campione olimpico Yuzuru Hanyu.